# 量水標
量水標（りょうすいひょう）とは、河川の岸にあり水位を測る設備。垂直に立てた支柱に目盛りが振られており、これを目視で読み取る。洪水や増水の際に報告される水位は、この量水標の読取値である。
ゼロ点の高さは観測所固有であり、その高さを表す基準には、通常東京湾中等潮位（Tokyo Peil：「T.P.」と略称される。）が用いられるが、特殊基準面（Local Datum）が用いられることもある。なお、「Peil」は、水位または基準面を表すオランダ語である。これは明治初期の河川・港湾などの基準面の観測と設置を行ったのが、いわゆる「お雇い外国人」であったオランダ人技術者だったことに由来する。

## 特殊基準面
特殊基準面とは、河川あるいは水系ごとに定められたゼロ点である。
近代測量が始められた明治初期に河川ごとに定められたものの名残である。明治後期以降は、ほとんどの河川では"T.P."を基準とした測量が行われるようになったが、いくつかの河川ではなお、特殊基準面が使われている。混乱を防ぐために特殊基準面を使用する場合は、測定値に添え字を行う。
主な特殊基準面を以下に示す。末尾数値はT.P.との差である（マイナスの数値は、特殊基準面がT.P.より低いことを示す）。
大阪湾最低潮位（Osaka Peil ： O.P.）淀川：-1.3000メートル
大阪湾における工事の基準面として用いられる。
明治期には、-1.0455メートル →　1953年（昭和28年）には、-1.2000メートル →　1963年（昭和38年）には、1.3000メートル と変遷している。
利根川（Y.P.）：-0.8402メートル
利根川水系では江戸川工事基準面（Yedogawa Peil：Y.P.）が用いられる。これは千葉県浦安市堀江にある堀江水位観測所の水位標0mを基準としており、利根川や江戸川、那珂川などの河川整備等で用いられている。例えば、千葉県の印旛沼の水位は"2.3 m Y.P."などと表記される。
水位表記Y.P.（Yedokawa Peil）はオランダ技師リンドが1872年（明治5年）に清瀧神社に設置した堀江水準標石による水位観測に由来する（平成19年度土木学会選奨土木遺産）。
荒川、多摩川（Arakawa Peil ： A.P.）：-1.1344メートル
荒川水系では中央区新川2丁目地先に設置された霊岸島量水標の最低潮位を基準としている（A.P.(Arakawa Peil)）。

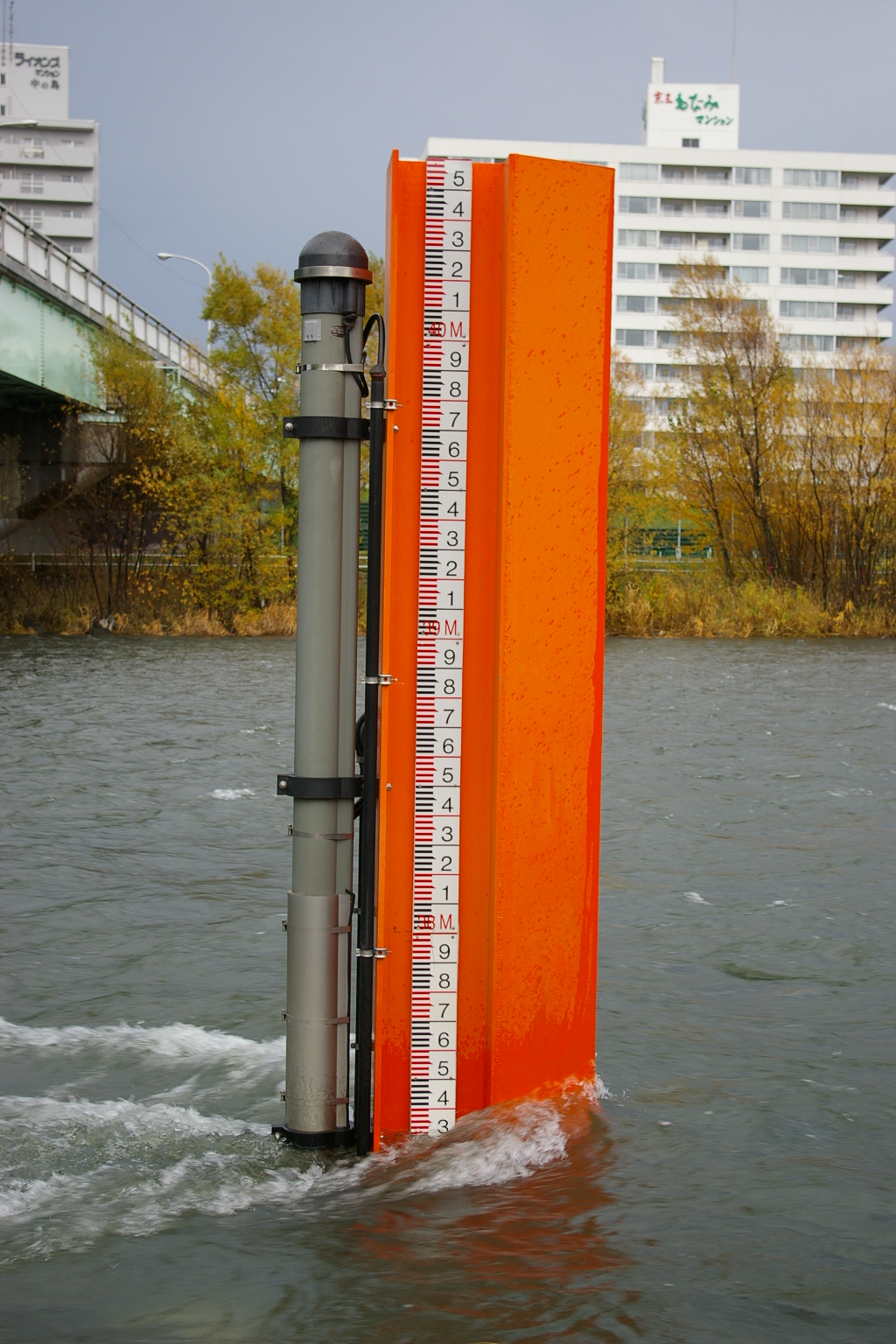
豊平川内
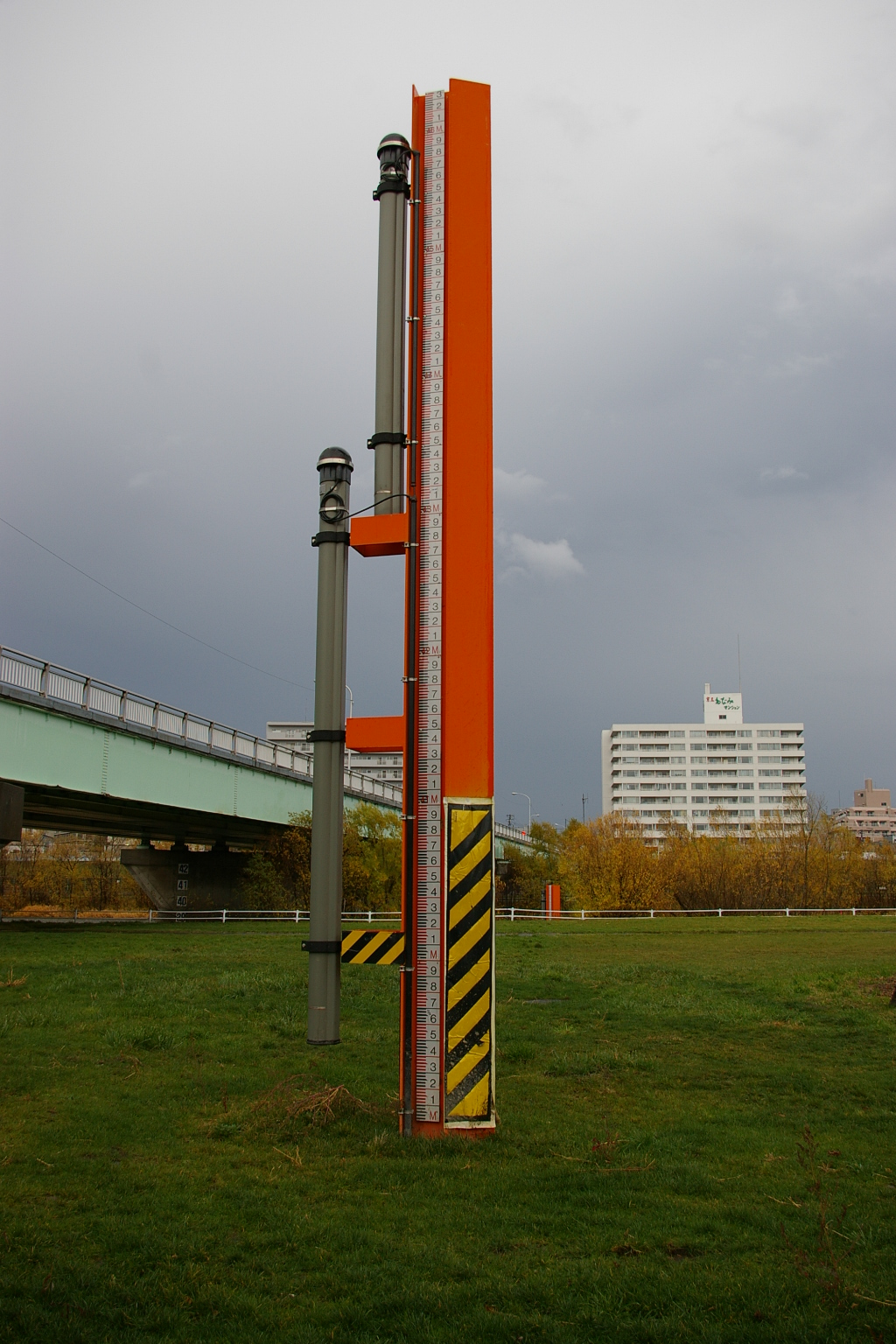
豊平川河川敷上
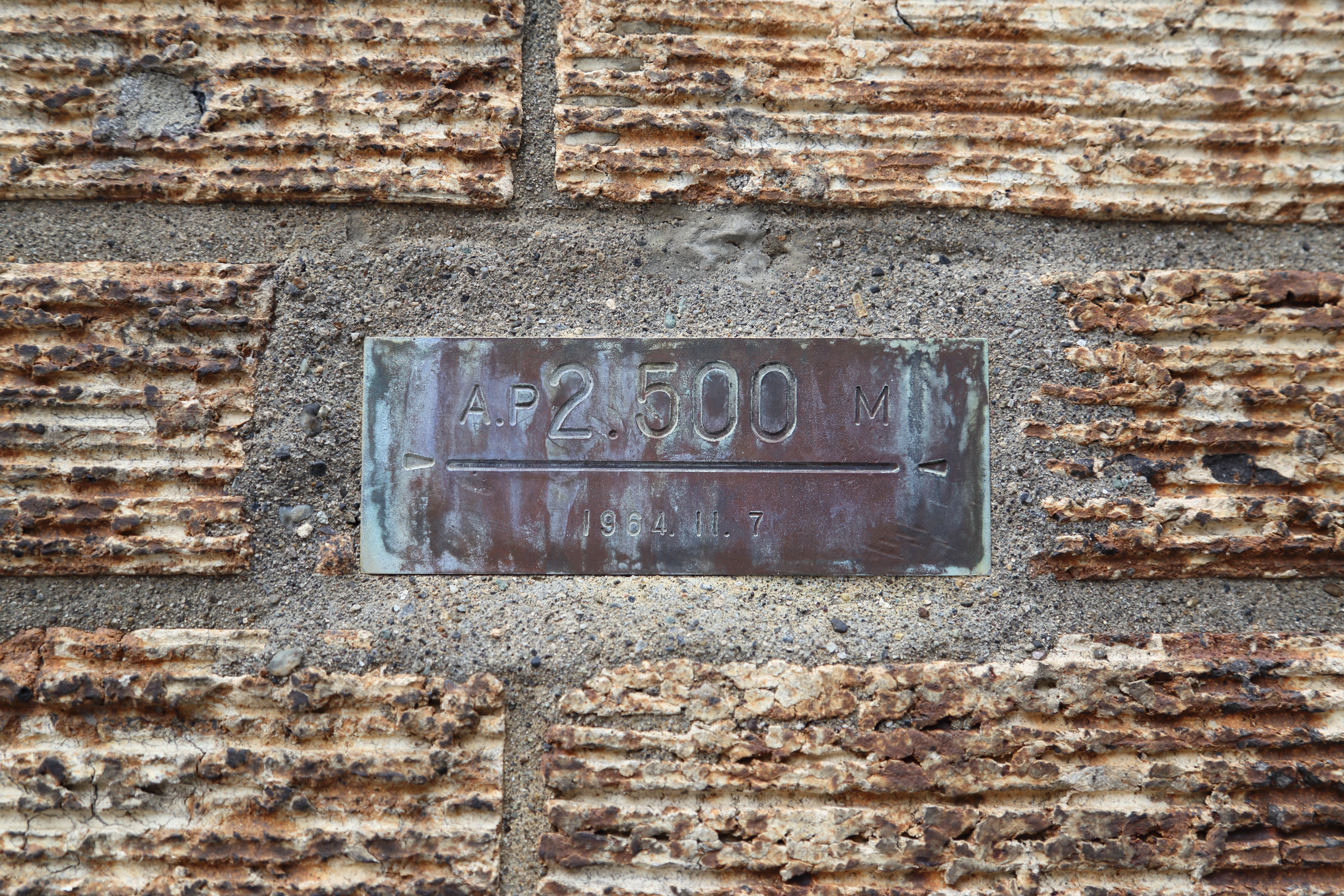
荒川工事基準が表示されたプレート（千住郵便局電話事務室）
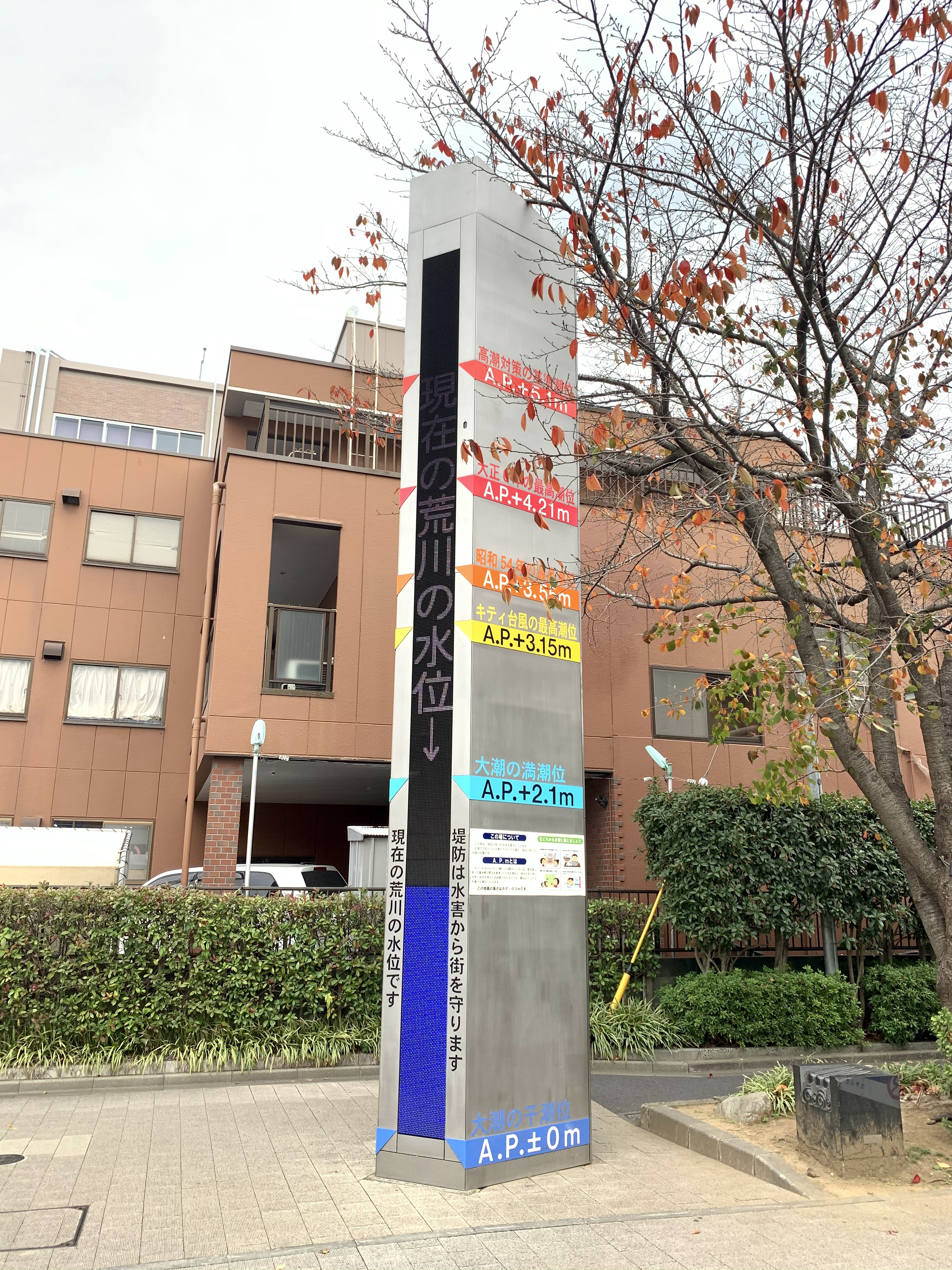
江戸川区役所前のA.P.指標